# Ayumu Nakajima
Pour les articles homonymes, voir Nakajima.
Ayumu Nakajima (中島 歩, Nakajima Ayumu) est un acteur japonais de cinéma.

## Biographie
Ayumu Nakajima est né le 7 octobre 1988 dans la préfecture de Miyagi, au Japon, mais a grandi à Tokyo. Son arrière-arrière-grand-père était le romancier naturaliste Kunikida Doppo. Il a fréquenté l'école secondaire de Koishikawa et a obtenu un diplôme en littérature de l'université Nihon Il a joué au football pendant le lycée et, à l'université, faisait partie d'un groupe d'étude du rakugo. 
Ayumu Nakajima a commencé à être mannequin alors qu'il était encore à l'université, mais sa véritable aspiration était de devenir acteur. Pendant ses années de mannequinat, il était représenté par l'agence Gig Management. Il a arrêté le mannequinat en janvier 2012 et a passé des auditions tout en travaillant à temps partiel. Il a fait ses débuts d'acteur sur scène en avril 2013. En 2015, il incarna Jun'ichi Amamiya dans une adaptation théâtrale du Lézard noir, dans laquelle il jouait aux côtés d'Akihiro Miwa.
En 2014, Ayumu Nakajima obtient son premier rôle régulier dans la série Hanako to Anne (en), où il incarne Ryūichi Miyamoto. Lors de la septième édition des prix Tama, il reçoit le prix dans la catégorie "Meilleur nouvel acteur".

## Filmographie sélective
- 2019 : Saturday Fiction de Lou Ye
- 2021 : Contes du hasard et autres fantaisies de Ryūsuke Hamaguchi
- 2022 : The Nighthawk's First Love de Yuka Yasukawa